# Grabo (Côte d'Ivoire)
Pour les articles homonymes, voir Grabo.
Grabo est une ville située dans l'ouest de la Côte d'Ivoire. C'est une des sous-préfectures de la région de San-Pédro dans le district du Bas-Sassandra.